# Banat (Uttar Pradesh)
Banat es un pueblo y nagar Panchayat situado en el distrito de Shamli en el estado de Uttar Pradesh (India). Su población es de 20728 habitantes (2011). 

## Demografía
Según el censo de 2011 la población de Banat era de 20728 habitantes, de los cuales 10995 eran hombres y 9733 eran mujeres. Banat tiene una tasa media de alfabetización del 71,95%, superior a la media estatal del 67,68%: la alfabetización masculina es del 81,18%, y la alfabetización femenina del 61,64%.